# Поляни (деревня)
Поляни — деревня в Холмском районе Новгородской области в составе Тогодского сельского поселения.

## География
Находится в южной части Новгородской области на расстоянии приблизительно 21 км на запад-юго-запад по прямой от районного центра города Холм.

## История
Деревня уже была обозначена на карте 1838 года. В 1877 году здесь (тогда сельцо Поляны Холмского уезда Псковской губернии) был учтен 1 двор.

## Население
Численность населения: 11 человек (1877 год), 13 (русские 85 %) в 2002 году, 6 в 2010.